# Katrín Jónsdóttir
Katrín Jónsdóttir, född 31 maj 1977, är en isländsk fotbollsspelare. Hon spelar i Valur och för Islands landslag. 
Katrín Jónsdóttir var Islands lagkapten i EM 2009.

## Meriter
Kolbotn IL
- Norsk mästare: 2002 och 2003

 Valur
- Isländsk mästare: 5 gånger
- Isländsk cupmästare: 2 gånger

### Utmärkelser
- Årets idrottare i Reykjavik 2008
- Årets spelare i Úrvalsdeild kvenna: 2009[1]